# Новороссийская агломерация
Новоросси́йская агломера́ция — городская агломерация в Краснодарском крае России с центром в Новороссийске.

## Состав
В состав Новороссийской агломерации обычно включаются Новороссийск, Анапа, Геленджик и Крымск с одноимённым районом. При этом вопрос её границ является спорным, в частности, относительно вхождения в состав агломерации Крымска. К тому же Анапа и Геленджик, образующие вдоль берега густонаселённую полосу и связанные с Новороссийском транспортно, при этом не связаны с ним по своей специализации и являются вполне самостоятельными городами.

## Население
Численность населения Новороссийской агломерации составляет порядка 0,8 млн жителей, при этом в летний период количество фактического населения существенно больше.